# Ліпометрія
Ліпометрі́я (грец. leipo — не вистачати і metron — міра) — відсутність початкового ненаголошеного складу у першій стопі віршового рядка (ямб, амфібрахій, анапест).
Так, у вірші Володимира Підпалого «У квітні», написаному п'ятистопним ямбом, пропущено ненаголошений склад у першій стопі першого віршового рядка:
Хвиль олов'яну сірість понад ставом
скрашають верб підсинені ряди…